# Nesalcis haematosticta
Nesalcis haematosticta är en fjärilsart som beskrevs av Dyar 1925. Nesalcis haematosticta ingår i släktet Nesalcis och familjen mätare. Inga underarter finns listade i Catalogue of Life.